# IC 2781
IC 2781 ist eine spiralförmige Zwerggalaxie vom Hubble-Typ S im Sternbild Löwe auf der Ekliptik. Sie ist schätzungsweise 65 Millionen Lichtjahre von der Milchstraße entfernt.
Das Objekt wurde am 27. März 1906 vom deutschen Astronomen Max Wolf entdeckt.